# هلنا بلاواتسکی
هِلِنا پِتروفنا بلاواتسکی (به انگلیسی: Helena Petrovna Blavatsky) با نام اصلی هلنا آندرونا هان (فادیوا) (به انگلیسی: Helena von Hahn) (زاده ۱۲ اوت ۱۸۳۱ - درگذشته ۸ می ۱۸۹۱) علاقه‌مند به علوم خفیه بود که به همراه هنری استیل الکات در ۱۸۷۵ انجمن تئوسوفیسم را بنیان نهادند.
بلاواتسکی تئوسوفی را به عنوان آیین حکمت کهن می‌دانست، آموزه باطنی که زمانی در هر کشور باستانی که مدعی داشتن تمدن است، شناخته می‌شد. پژوهش گسترده بلاواتسکی در سنت‌های معنوی مختلف جهان، به نشر کتابی که امروزه مهم‌ترین اثر ادبی اش در نظر گرفته می‌شود، منجر شد. دکترین مخفی که ماهیت این تعالیم را در ساخت جامعی جمع‌آوری و سازماندهی می‌کند. بلاواتسکی به خود به عنوان مبلغ این دانش باستانی می‌نگریست و یکی از اهداف اصلی انجمن تئوسوفی «تشکیل هسته برادری جهانی بشریت، بدون تبعیض نژادی، عقیدتی، جنسی، طبقاتی یا رنگ» بود. دیگر آثار بلاواتسکی عبارتند از پرده برداری از ایسیس، کلیدی برای تئوسوفی و صدای سکوت.

## دوران کودکی و جوانی
هلنا پتروبلاواتسکی در خانواده ایی با اصل و نسب در در ۱۲ اوت ۱۸۳۱، در خانواده نویسنده مشهور هلنا آندرونا هان (فادیوا) و افسر توپخانه پتر آلکسیویچ هان در روسیه متولد شد.
بواسطه شغل پدرش، خانواده اغلب محل سکونت خود را تغییر می‌داد. سال بعد از تولد هلنا، خانواده اش به رومونکوف (Romankovo) (در حال حاضر Dneprodzerzhinsk می‌نامند) رفت و در ۱۸۳۵ آن‌ها به ادیسا جاییکه خواهر هلنا، ویرا (نویسنده آینده Jelihovsky/ Zhelihovsky) متولد شد، رفتند. در ۱۸۳۸ به همراه مادرش به پتلوا رفتند جاییکه هلنا شروع به فراگیری دروس رقص و آموختن نواختن پیانو که توسط مادرش آموزش داده می‌شد کرد.

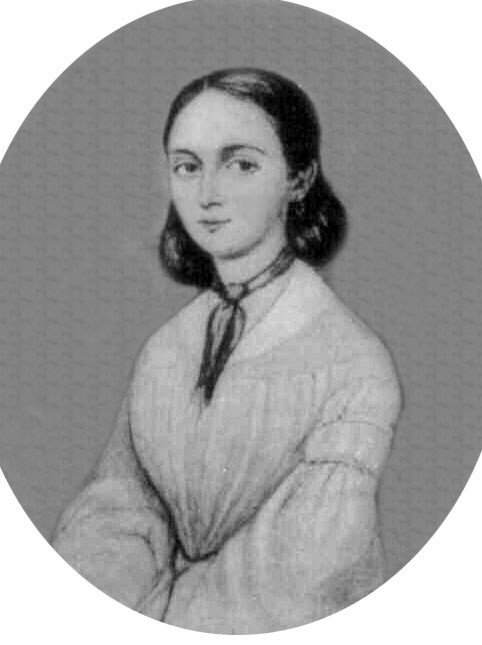
توضیحات مادر هلنا بلاواتسکی

در جوانی هلنا، زندگی عالی داشت، اغلب در جامعه بود در بارها می‌رقصید و در پارتی‌ها شرکت می‌کرد. اما وقتی به ۱۶ سالگی رسید، تغییر درونی ناگهانی را تجربه کرد و شروع به مطالعه کتاب‌هایی از کتابخانه پدربزرگ خود به شکل عمیقی کرد.

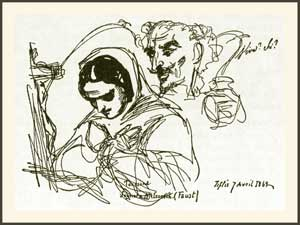
توضیحات مارگاریتا و مفیستوفلیسٰ ۱۸۶۲ ترسیم توسط هلنا بلاواتسکی بعد از دیدار از اپرای فاوست

در تلاش برای استقلال کامل در زمستان ۱۸۴۸/ ۱۸۴۹ در تفلیس، هلنا به ازدواج ساختگی با معاون فرماندار، اروان نیکیفور ولادیمیرویچ بلاواتسکی که بسیار بزرگتر از او بود، درآمد. در ۷ ژوئن ۱۸۴۹ مراسم ازدواج شان برگزار شد. خیلی زود بعد از ازدواجشان، هلنا از پیش همسرش فرار کرد و به نزد بستگانش برگشت. علاوه بر این او به ادیسا و با قایق بادی از پوتی به کیرچ سفر کرد. سپس به استانبول رفت. آنجا وی کنتس روسی کیسلاوا را ملاقات کرد و با همدیگر سفری را به مصر، یونان و اروپای شرقی ترتیب دادند.

## سفرها
قسمت بعدی زندگی هلنا بلاوتسکی برای نویسندگان در پرده ابهام قرار دارد زیرا وی خاطرات روزانه خود و اتفاقاتی که برای وی افتاد را یادداشت نمی‌کرد و کسی هم نیست که این اتفاقات را بازگو کند. در کل ترسیمی از یک مسیر و رشته ایی از مسافرت‌ها به‌طور اساسی در خاطر بلاواتسکی هست که که گاهی همراه با تناقضات زمانی نیز هست. آنچه مشخص است اینست که هلنا بلاواتسکی آلبرت راوسون را در قاهره ملاقات کرد. در آن زمان وی دانشجویی بود که در رشته هنر تحصیل می‌کرد. بعد از مرگ بلاواتسکی، راوسون که آن زمان دکتری الاهیات و دکتر حقوق در آکسفورد بود دیدار خود را با بلاواتسکی شرح می‌دهد. بر اساس آنچه در خاطرش مانده بود، بلاواتسکی به وی در مورد سهم آینده اش و اینکه روزی جهت آزادی ذهن بشر خدمت خواهد کرد می‌گفته‌است. راوسون نوشت:
ارتباطش با مأموریتش به‌طور زیادی غیر شخصی بود زیرا او اغلب تکرار می‌کرد: این کار من نیست بلکه اوست که برای من می‌فرستد.
براساس خاطرات بلاواتسکی بعد از خاورمیانه وی با پدرش به اروپا سفر کرد. در این زمان وی پیانو را از موشیلز آهنگ ساز معروف و پیانیستی خوش قریحه فراگرفت.
در ۱۲ آگوست ۱۸۵۱، زمان تولدش، برای اولین بار استادش را در هاید پارک لندن ملاقات کرد. قبلاً او، وی را در رویاهایش دیده بود. کونتس کونستانز واچ میستیر جزئیات این ملاقات را که در آن استادِ بلاواتسکی به وی می‌گوید در کاری که قصد آن جان آن را دارد به کمک بلاواتسکی نیاز دارد، توصیف کرده‌است؛ و اینکه به بلاواتسکی می‌گوید که سه سال را در تبت جهت آمادگی برای انجام این مأموریت مهم زندگی خواهد کرد. بعد از ترک انگلستان، بلاواتسکی به کانادا، سپس مکزیک، آمریکای جنوبی و مرکزی رفت. در ۱۸۵۲ به هند رسید. طبق آنچه هلنا به خاطر می‌آورد: " من آنجا حدود دوسال زندگی کردم و ماهانه پولی را از فردی ناشناخته دریافت می‌کردم. من صادقانه به نکات ذکر شده عمل می‌کردم. نامه‌هایی را از این "هندو" دریافت می‌کردم اما در طول این دو سال یکبار هم او را ندیدم.
قبل از ترک هند، بلاواتسکی تلاش کرد که از طریق نپال به تبت برود اما نماینده انگلستان این اجازه را نداد.
از هند بلاواتسکی به لندن برگشت، جائیکه دوباره وی استاد خود را ملاقات کرد. بعد از این ملاقات وی به نیویورک رفت جائیکه بار دیگر راوسون را می‌بیند. سپس به شیکاگو می‌رود و مجدداً به همراه کاروان‌های مهاجران به سمت غرب از مسیر رشته کوه‌های راکی حرکت می‌کند. بعد از این وی مدتی را در سانفرانسیسکو می‌ماند. در ۱۸۵۵ از طریق اقیانوس آرام به شرق دور سفر می‌کند. سپس از طریق ژاپن و سنگاپور به کلکته می‌رسد.
در ۱۸۵۶ خاطرات بلاواتسکی در مورد زندگی در هند در کتاب «از غارها و جنگل‌های هندوستان» منتشر شد. این کتاب در سبکی ادبی سفرهای بلاواتسکی و معلمش را که وی او را «تاکور گولاب سینگ» می‌نامد توصیف می‌کند. اگر چه این کتاب به عنوان رمان در نظر گرفته می‌شد، بلاواتسکی اصرار داشت که اتفاقات و شخصیت‌هایی که بیان کرده‌است حقیقی هستند. وی عنوان می‌کرد که من به سادگی در عرض سه- چهار ماه این اتفاقات و موارد را که در طول چندین سال اتفاق افتاد را همچون بخشی از حادثه‌هایی که این معلم نشان داده‌است را جمع‌آوری کردم.
در فاصله بین ۱۸۵۶ تا ۱۸۶۸ بلاواتسکی به سفرهای خود ادامه داد و مدتی را نیز نزد خانواده خود در روسیه ماند.
در آغاز ۱۸۶۸ وی به فلورانس رفت و سپس به شمال ایتالیا و بالکان و مجدداً به استانبول، هند و تبت رفت.
بعدها وقتی از بلاواتسکی در مورد علت سفرش به تبت پرسیده شد نوشت:
حقیقتاً رفتن به تبت یا هند برای دریافت دانشی یا قدرتی که در هر روح بشری نهفته‌است بی‌فایده است؛ اما دستیابی به دانش و قدرتی بالاتر نه تنها به سال‌های بسیاری جهت مطالعه ایی شدید تحت راهنمایی ذهنی بالاتر همراه با وضوحی که نمی‌تواند توسط هیچ خطری متزلزل شود و همچنین سال‌های بسیاری جهت خلوت گزینی نسبی نیاز دارد بلکه در رابطه با شاگردان به سکوت نیز نیاز دارد تنها چیزی که چنین هدفی را متعاقباً در چنین مکانی دنبال می‌کند. جائیکه هم طبیعت و نوآموز سکون کامل و مداومی را حفظ می‌کنند! در اینجا هوا تا صدها مایلی توسط هوای مسموم سمی نمی‌شود و در اینجا اتمسفر و مغناطیس انسان کاملاً پاک است و در اینجا خون حیوان هرگز ریخته نمی‌شود.
با توجه به زندگی‌نامه بلاواتسکی مسیر او به صومعه تاشیلونپو Tashilunpo (نزدیک شی گیتس Shigatse) ختم شد. در کتابی «صدای سکوت» که به خواست پانچین لامای نهم در ۱۹۲۷ توسط انجمن چینی جهت مطالعه بودیسم در شهر پکن به چاپ رسید، گزارش می‌دهد که بلاواتسکی در طول چندین سال در تاشیلونپو مورد بررسی قرار می‌گیرد و به خوبی توسط پانچین لامای هشتم تینپای وانگ چوگ شناخته می‌شود. همچنین بلاواتسکی زندگیش را در تاشیلونپو و شی گیتس تأیید می‌کند، وی در نامه ایی گزارشش را از معبد انفرادی تاشی لاما نزدیک شیگیتس تشریح می‌کند.

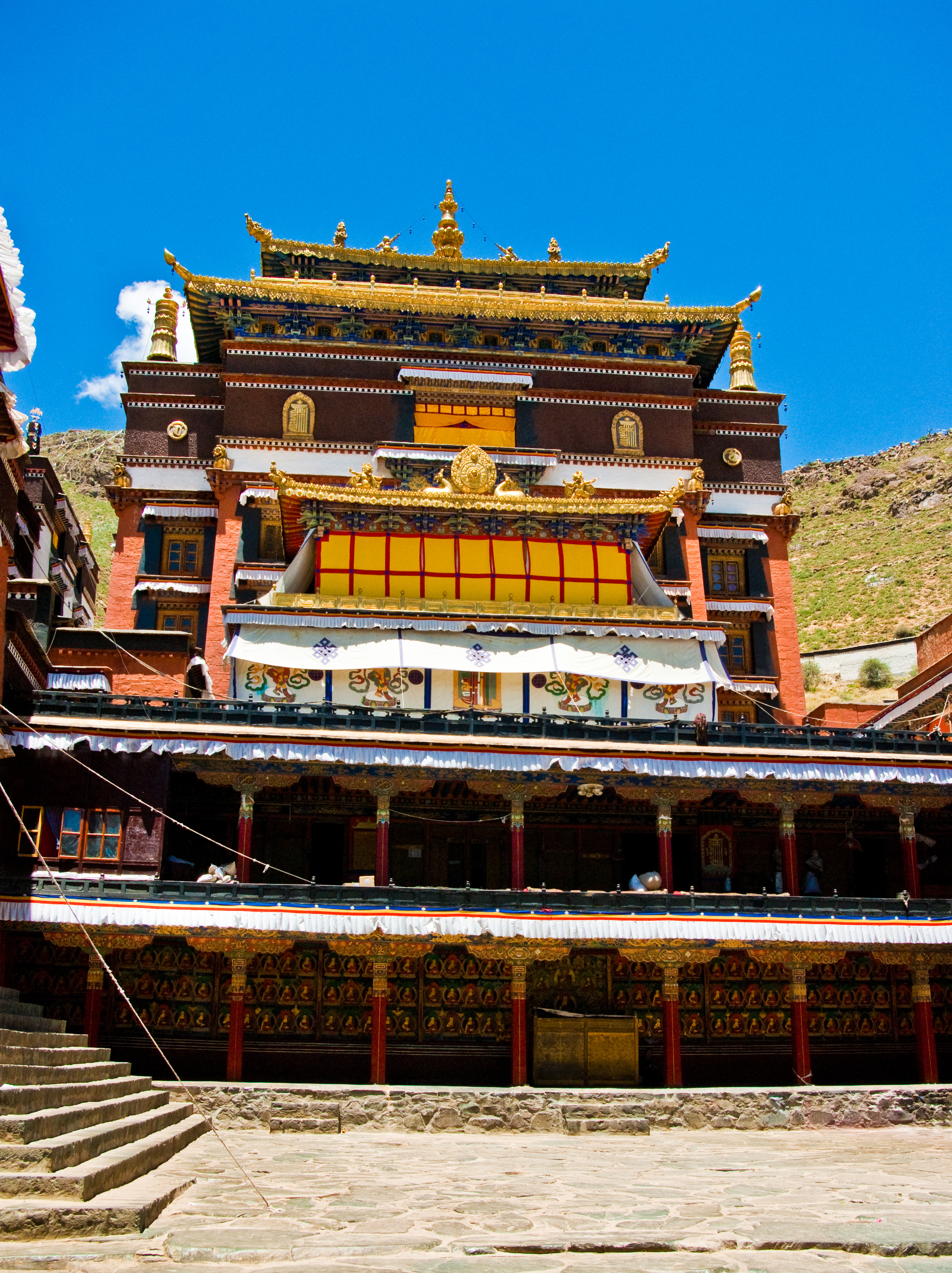
توضیحات محل پانچین لاما در تاشلینپو در شی گیتس

براساس زندگی‌نامه اش آخرین دوره زندگی وی در تبت در خانه معلمش کوت هومی سپری شده‌است. وی بلاواتسکی را برای کسب چندین لاماسیری lamaseries کمک می‌کرد جائیکه هیچ اروپایی تا قبل از این نرفته بود. در نامه ایی بلاواتسکی به هیلیز بیلینگ می‌نویسد که خانه معلم کوت هومی در منطقه رشته کوه‌های قراقوروم آنسوی لادخ است که در تبت کوچک است (در حال حاضر به کشمیر تعلق دارد) خانه چوبی بزرگی به سبک چینی همچون پاگودایی بین دریاچه و رودخانه ایی زیبا واقع شده‌است.
محققان معتقدند در همین دوره اقامت وی در تبت بلاواتسکی شروع به مطالعه متونی که بعداً منجر به کتاب صدای سکوت شد کرد.
در ۱۹۲۷ یکی از جویندگان برجسته تبت و فلسفه اش ایوانز ونتز W.Y. Evans-Wentz در مقدمه ترجمه کتاب «کتاب تبتی مردگان» نوشت: دربارهٔ معنای رمزی «روز چهل و نهم از باردو» لطفاً به دکترین راز بلاواتسکی رجوع کنید. اخیراً لاما سامدپو(lama K.D. Samdup) معتقد است که علی‌رغم انتقادهای بدخواهانه از آثار بلاواتسکی این نویسنده اسناد غیرقابل بحثی دارد که نشان می‌دهد به خوبی با تعالیم بالاترین سطوح لامائیست آشناست و برای این امر او نیاز به دریافت تشرف داشته‌است. دکتر مالالاسیکیرا Doctor Malalasekera مؤسس و رئیس بنیاد برادری جهانی بودیست در مورد بلاواتسکی در دانشنامه به یادماندی بودیسم می‌نویسد: آشنائیش با بودیسم تبتی و همچنین تمارین بودیستی باطنی غیرقابل شک است؛ بنابراین فیلسوف ژاپنی و بودیسم‌شناس سوزوکی D. T. Suzuki اظهار می‌کند که: بدون شک بلاواتسکی به طریقی در آموزش‌های عمیق‌تر تعالیم ماهایانه متشرف شده‌است.

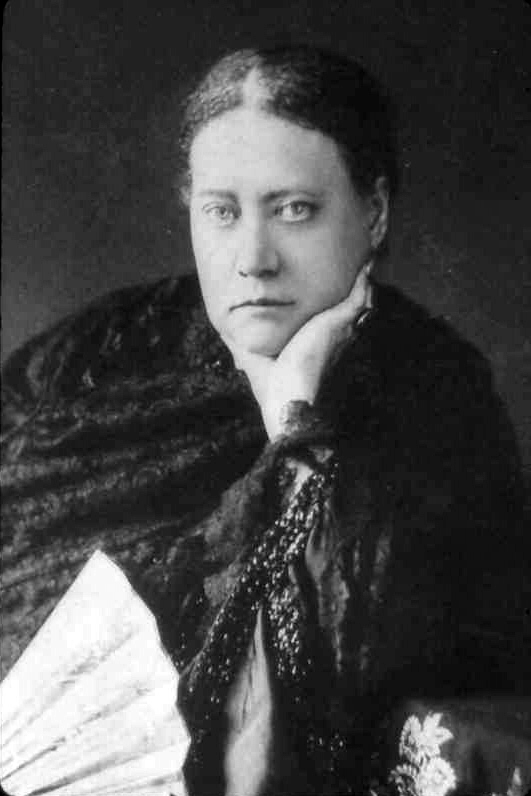
توضیحات هلنا بلاواتسکی ۱۸۷۶–۱۸۷۸

بعد از سه سال اقامت در تبت بلاواتسکی به خاورمیانه سفر می‌کند و سپس به قبرس و یونان می‌رود. در ۱۸۷۱ بلاواتسکی به قاهره رسید جائیکه وی بنیاد انجمن معنویت گرا را با هدف مطالعه پدیده‌های روانی تأسیس کرد. هر چند به زودی انجمن به مرکزی جهت فساد مالی تبدیل شد و منحل شد.

## دوره اصلی خلاقیت

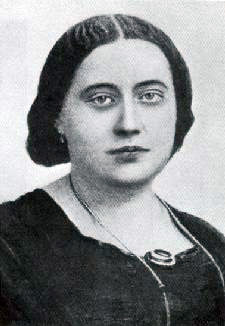
توضیحات هلنا بلاواتسکی

در سال ۱۸۷۳ بلاواتسکی به پاریس و مجدداً به آمریکا رفت جائیکه کلنل هنری استیل الکات را ملاقات کرد. در ۱۸۷۵ آن‌ها انجمن تئوسوفی را تأسیس کردند. در ۳ آوریل ۱۸۷۵ در نیویورک بلاواتسکی با مایکل بیتانلی گرجستانی الاصل که در آمریکا زندگی می‌کرد به‌طور رسمی ازدواج کرد. این ازدواج چند ماه بیشتر دوام نیاورد. در ۸ ژوئیه، ۱۸۷۸ وی رسماً شهروند آمریکا شد.
در فوریه ۱۸۷۹، بلاواتسکی و الکات به سمت بمبئی آمریکا را ترک کردند. در ۱۸۸۲ آن‌ها ستاد مرکزی انجمن تئوسوفی را در آدیار نزدیک مدرس تأسیس کردند.
به زودی آن‌ها آلفرد سینت را ملاقات کردند ویراستار روزنامه دولتی الله‌آباد. سینت به شدت به فعالیت در انجمن علاقه‌مند شد. به استفاده از مدیتیشن بلاواتسکی، او شروع به مکاتبه با مهاتماس کرد. سینت مخالف انتشار نامه‌ها به صورت کامل بود. وی جهت چاپ بعضی بخش‌هایی را که تفکرات ماهاتما را به‌طور دقیقاً کافی نمایش می‌داد را انتخاب کرد. کل این مکاتبات توسط آلفرد بارکر در ۱۹۲۳ بعد از مرگ سینت چاپ شد.
در سال ۱۸۸۵ بلاواتسکی هند را ترک کرد بعد از ان مدتی را در آلمان و بلژیک زندگی کرد سپس به لندن رفت جائیکه بیشتر وقتش به نوشتن کتاب مشغول شد. سپس وی کتاب «صدای سکوت» در ۱۸۸۹، دکترین راز (۱۸۸۹)، کلیدی برای تئوسوفی(۱۸۸۹) را نوشت. در ۸ می ۱۸۹۱ بلاواتسکی بعد از ابتلا به آنفلوانزا فوت کرد. بدنش سوزانده شد و خاکسترش بین سه مرکز انجمن تئوسوفی لندن، نیویورک و آدیار تقسیم شد.

## انجمن تئوسوفی
بلاواتسکی کمک به تأسیس انجمن تئوسوفی در ۱۸۷۵ در شهر نیویورک با هدف اینکه «هیچ مذهبی بالاتر از حقیقت نیست» کرد. دیگر اعضای اصلی مؤسسش عبارت اند: هنری استیل الکات(۱۸۳۲–۱۹۰۷) و ویلیام کوان جیدج(۱۸۵۱–۱۸۹۶). بعد از چندین بار تغییر اهداف اصلی آن را به شرح زیر اعلام کردند:
1. شکل‌دادن به هسته برادری جهانی بشریت بدون تبعیض نژادی، جنسیتی، عقیدتی، طبقه ایی و رنگی.
2. تشویق مطالعه تطبیقی مذهب، فلسفه و علم.
3. بررسی قوانین غیرقابل توضیح طبیعت و قدرت‌های نهفته در بشر.

انجمن به عنوان یک نهاد غیرتبلیغی و بدون وابستگی فرقه ایی بنیان‌گذاری شد. بلاواتسکی و الکات (اولین روسای انجمن) از نیویورک به سمت بمبئی در هند در ۱۸۷۸ حرکت کردند. ستاد مرکزی انجمن در نهایت در آدیار هند اطراف شهر مدرس تأسیس شد. به تبع مرگ بلاواتسکی اختلافاتی میان اعضای انجمن به وجود آمد که سبب یکسری جدائی‌ها در این انجمن و به وجود آمدن چندین سازمان و ارگان تئوسوفی شد. همچنان تا سال ۲۰۱۱ این انجمن به کار خود ادامه می‌دهد و خدماتی را در بیش از ۵۰ کشور جهان ارائه می‌کند.

### تئوسوفی
بلاواتسکی به جهت گسترش تفکرات تئوسوفی شهرت بسیار دارد، اغلب تحت عناوین مختلف به ان رجوع می‌شود همانند علوم خفیه، سنت باطنی، حکمت قرون و غیره یا به‌طور ساده فلسفه باطنی و رمزی یا تئوسوفی.
تئوسوفی از نظر بلاواتسکی به داشتن شالوده و پایه ایی از همه ادیان جهان و فلسفه‌ها در نظر گرفته می‌شد. در کتابش کلیدی برای تئوسوفی وی در مورد معنا و منشأ این اصطلاح اظهار می‌دارد که:
سؤال. تئوسوفی و دکترینش اغلب به عنوان دینی نوظهور در نظر گرفته می‌شود. این واقعاً مذهب است؟
تئوسوفیست. نه آن نیست. تئوسوفی دانش بهشتی یا علم بهشتی است.
سؤال. معنای حقیقی تئوسوفی چیست؟
تئوسوفیست. حکمت بهشتی، تئوسوفیا Theosophia، یا حکمت خدایان. کلمه تئو به معنای خدا در یونانی است یکی از موجودات بهشتی، به‌طور مشخصی خدا نیست در مفهومی که امروزه از این اصطلاح در سر داریم؛ بنابراین حکمت خدایان نیست همان‌طور که گاهی ترجمه می‌شود اما حکمت بهشتی همچون آنچه توسط خدایان داراست. این اصطلاح هزاران سال قدمت دارد.
سؤال. منشأ این نام چیست؟
تئوسوفیست. این اصطلاح به ما از فیلسوفان اسکندریه، که عاشقان حقیقت نامیده می‌شدند رسیده‌است، از واژه فیلالیتین Philaletheians از فیل phil به معنای عشق و aletheia به معنای حقیقت. نام تئوسوفی به قرن سوم عصرمان بر می‌گردد و با آمونیوس ساکاس و شاگردش که سیستم تئوسوفی التقاطی را آغاز کرد بر می‌گردد.

### حیطه عمل تئوسوفی
به‌طور وسیعی تئوسوفی جهت تطبیق علوم انسانی، فلسفی و اصول و آداب مذهبی در دیدی واحد تلاش می‌کند. در همان حال که به‌طور وسیعی رهیافت ترکیبی را بکار می‌برند، این امر استفاده وسیعی از کلمات و مفاهیم بسیاری از سنت‌های فلسفی و مذهبی را موجب می‌گردد. هر چند این امر همراه با همه دیگر رشته‌های دانش، بررسی می‌شود، اصلاح می‌شود و در چارچوبی باطنی و سری شرح می‌شود. اغلب در شرح استادانه ایی، دید جامع تئوسوفی توضیحاتی را برای منشأ، عملکرد و سرنوشت نهایی جهان و انسانیت ارائه می‌کند، بنابراین همچنین سیستمی از متافیزیک مطلق نامیده شده‌است.

### روش‌شناسی
بنا به گفته بلاواتسکی، تئوسوفی نه الهام و نه نوعی تفکر است. آن به عنوان تلاشی در معرفی مجدد تدریجی و ایمانی علم تاکنون پنهانی ترسیم می‌شود، که در ادبیات تئوسوفی، علم باطنی نامیده می‌شود. بنا به گفته بلاواتسکی این علم بدیهی توصیفی از واقعیت را نه فقط در سطح فیزیکی بلکه در سطحی متافیزیکی فراهم می‌کند. این علم باطنی گفته می‌شود که در سراسر تاریخ به دقت توسط افراد آزموده و منتخب حفاظت می‌شود و عمل می‌شود. تئوسوفیست‌ها مجدداً اعلام می‌دارند که احکام تئوسوفی و پایه بدیهی اش می‌تواند با پیروی از دستورالعمل توصیف شده مشخصی که ابزار متافیزیکی حرفه ایی از دانشی را بسط می‌دهد که از محدودیت‌های حواس فراتر می‌رود تأیید شود. این امر معمولاً توسط تئوسوفیست‌هایی که بسیاری از اصول بدیهی تئوسوفیت پایه ایی را که ممکن است علم در آینده به‌طور تجربی و عملی بر آن‌ها صحه گذارد حفظ می‌شود. با توجه به این مفهوم، ادبیات تئوسوفیستی بعضی یافته‌هایی که بعداً به وسیلهٔ علم مدرن ثابت می‌شود را پیش‌بینی کرده‌است. برای مثال مدل پذیرفته شده اتمی در قرن ۱۹ همچون یک توپ بیلیارد یا کرده جامد کوچک. تنها در سال ۱۸۹۷ بود که جی جی تامسون J. J. Thomson کشف کرد که الکترون نشان می‌دهد که اتم ذره ایی تفکیک نا پذیر نیست. نه سال قبل در سال ۱۸۸۸ بلاواتسکی نوشته بود:
اتم انعطاف‌پذیر است، بنابراین اتم تفکیک‌پذیر است و بایستی از ذراتی یا زیر اتم‌هایی تشکیل شود؛ و این زیراتم ها؟ آن‌ها هم غیر الاستیکی هستند و در چنین مواردی آن‌ها اهمیت پویایی را ارائه نمی‌دهند یا الاستیکی هستند؛ و در آن موارد آن‌ها بیش از حد مشمول تفکیک‌پذیری هستند؛ و بنابراین بی پایان هستند. اما تفکیک‌پذیری بی پایان اتم‌ها ماده را در مراکز ساده ایی از نیرو حل می‌کند، و برای مثال از امکان درک ماده به عنوان ماده عینی جلوگیری می‌کند.

#### قانون تناظرات
در دکترین راز، بلاواتسکی از بخشی پایه ایی از کیهان‌شناسی صحبت کرد که در باستان منعکس شده می‌گفت:
«مشابه بالا، بنابراین در پایین.» این بخش توسط بسیاری از تئوسوفیست‌ها همانند روشی از مطالعه استفاده می‌شود و قانون تناظرات نامیده شده‌است. به‌طور مختصر، قانون تناظرات بیان می‌دارد که عالم صغیر نسخه مینیاتوری عالم کبیر است و بنابراین آنچه در پایین یافت می‌شود اغلب از طریق قیاس در بالا نیز هست. مثال‌هایی شامل ساختارهای بنیادین ارگانیسم‌های عالم صغیر، ساختار ارگانیسم‌های عالم کبیر را انعکاس می‌دهد (سیستم هفت هفتی را در زیر ببینید). طول عمر یک انسان همانند مسیر فصول زمین، می‌تواند با قیاس استنباط شود؛ و در تئوسوفی فرض می‌شود که فرایند کلی مشابه ایی به یک میزان بر طول عمر سیاره، منظومه شمسی، کهکشان و خود کائنات عمل می‌کند. از طریق قانون تناظرات، یک تئوسوفیست کشف اولین اصول بنیادین پدیده‌های مختلف را به وسیلهٔ یافتن ماهیت یا ایده مشترک می‌جوید و بنابراین از جزئیات ویژه به اصول حرکت می‌کند.

### کاربردها
حکمت خدایان کاربردی یکی از دلایل اصلی تأسیس انجمن تئوسوفی در ۱۸۷۵ بود؛ عمل به تئوسوفی، بخش جدایی ناپذیر ظهور معاصرش در نظر گرفته می‌شد. روش تئوسوفی شامل مطالعه کردن، انجام مدیتیشن و خدمت که به‌طور سنتی به عنوان لازمه ایی برای توسعه ایی همه‌جانبه اش در نظر گرفته می‌شد، بود. همچنین پذیرش و کاربرد عملی شعار تئوسوفی و سه هدف بنیان‌گذاریش بخشی از زندگی تئوسوفی گونه بود. تلاش‌هایی در جهت بکارگیری اصولش از همان اوایل شروع شد. مطالعه و مدیتیشن به‌طور معمول در فعالیت‌های انجمن تئوسوفی تبلیغ می‌شد و در ۱۹۰۸ سازمان خیریه بین‌المللی جهت بهبود خدمات آن با نام سازمان تئوسوفیایی خدمت بنیان شد.

### واژگان‌شناسی
علی‌رغم استفاده وسیع بلاواتسکی از واژگان سانسکریت در اثرش بسیاری از مفاهیم تئوسوفی به شکل متفاوتی نسبت به متون اصلی بیان می‌شوند. لغت‌نامه تئوسوفی در ۱۸۹۲ جهت ارائه وضوح در زمینه معنای مورد نظر بلاواتسکی منتشر شد یک سال بعد وی فوت کرد. بنا به گفته ویراستار جی آر اس مید (GRS.Mead) در مقدمه لغت‌نامه، بلاواتسکی می‌خواست تا به ۴ اثر ادای دین کند: دیکشنری سانسکریت- چینی، دیکشنری کلاسیک هندو، ویشنو- پورانا و دائرةالمعارف سلطنتی ماسونی.

### اصول اساسی
بلاواتسکی عقاید سازنده کلیدی کیهان‌شناسی اش را در مهم‌ترین اثر ادبی اش دکترین راز بیان کرد.

#### سه گزاره بنیادین
اولین گزاره متضمن حقیقتی غیرمشروط و تفکیک‌ناپذیر که به‌طور مختلفی مطلق، ریشه ناشناخته، حقیقت یگانه و … نامیده می‌شود؛ که بی علت و بی زمان است و بنابراین غیرقابل شناخت و غیرقابل توصیف است: آن خالق است به جای مخلوق. هر چند حالات زودگذر ماده و آگاهی در آن متجلی می‌شوند در درجه مشخصی از لطافت تا تراکم که در نهایت به آنچه سطح فیزیکی می‌نامیم ختم می‌شود. براساس چنین دیدی، وجود تجلی تغییر شرایط است و بنابراین، نه نتیجه ایی از خلقت است و نه رویدادی تصادفی است.
هر چیزی در کائنات به وسیلهٔ قابلیت‌هایی که در ریشه ناشناخته مهیا می‌گردد از خود آگاه می‌گردد و با درجات مختلف زندگی (یا انرژی)، آگاهی و ماده تجلی می‌یابد.
گزاره دوم، جهان شمولی قانون تناوبی، تغییرات پی در پی، صعود و افول یا جزر و مد است. بر این اساس وجود تجلی به‌طور ابدی رویدادی با سطح بی‌نهایتی از تکرار می‌باشد. زمینی از جهان بی‌نهایتی از تجلی و ناپدید شدن، هر یک در ارتباط با اثری از گذشته که خود علتی برای جانشین اش می‌گردد که در عین طولانی بودن بسیار، اما دوره‌های محدودی از زمان می‌باشد.
با توجه به گزاره‌های بالا، سومین گزاره عبارت است از: هویت بنیادین همه روح‌ها در ارتباط با روح بزرگ جهانی … و سفر واجب برای هر روحی- به عنوان جرقه ایی از آن- از طریق چرخه حلول (یا ضرورت) مطابق با قانون چرخه و کارمیک، در طول این دوره کلی. روح‌های فردی به عنوان واحدهایی از آگاهی (مونادها) در نظر گرفته می‌شوند که بخش‌های ذاتی از فراروح جهانی هستند؛ همچون جرقه‌های مختلفی که بخشی از آتش هستند. این مونادها فرایند تکاملی را سپری می‌کنند جائیکه آگاهی آشکار می‌شود و ماده بسط می‌یابد. این تکامل تصادفی نیست لیکن توسط هوش و همراه با یک هدف آگاه می‌شود. تکامل از مسیرهای مجزایی منطبق با قوانین تغییرناپذیر مشخص تبعیت می‌کند، جنبه‌هایی از آنچه در سطح فیزیکی قابل ادراک هستند. یکی نمونه از چنین قوانینی، قانون تناوبی و ویژگی تناوبی است دیگری قانون کارما و علت و معلول است.

#### تکامل کیهان

##### مباحث کیهان‌شناسی
در تکرار دوره سیر تکاملی دکترین راز، بلاواتسکی مختصری از نکات کلیدی سیستم کیهان‌شناسی اش را ارائه می‌دهد. این نکات کلیدی همان‌طور که در زیر اشاره شده عبارتند از:
1. اولین مبحث بر موضع بلاواتسکی تأکید دارد که دکترین راز حکمت انباشته شده قرون را ارائه می‌دهد سیستمی از تفکری که ضبط پیوسته ایی از هزاران نسلی از روشن بینانی را پوشش می‌دهد که تجربیات مربوطه را آزمودند و بر سنت‌هایی صحه گذاشتند که به‌طور شفاهی توسط نژاد اولیه به دیگری منتقل شد از تعالیم موجودات بالاتر و برتری که در طی دوران کودکی بشریت را حفاظت کردند.
2. دومین مبحث، اولین گزاره بنیادین را مورد تأکید قرار می‌دهد، که اصل یگانه، قانون بنیادین در آن سیستم (کیهان‌شناسی) نامیده می‌شود. اینجا بلاواتسکی از این اصل صحبت می‌کند که ان اصل جوهری همگن الهی یگانه ایی است، علت بنیادی یگانه‌ای می‌باشد… آن اصل جوهری نامیده می‌شود بخاطر آن ذات به این سطح از کائنات متجلی شده می‌آید یک توهم، در حالیکه آن یک اصل در انتزاعی بی آغاز و بی پایان، در فضای مرئی و نامرئی باقی می‌ماند. این واقعیت در همه جا حاضر است: غیر شخصی است زیرا همه و هر چیزی را شامل می‌شود. غیر شخصی بودنش مفهوم بنیادین این سیستم است. آن در هر اتمی در کائنات نهفته‌است و خود کائنات است.
3. سومین مبحث بر گزاره دوم صحه می‌گذارد، در حالیکه بار دیگر آن را تحت تأثیر قرار می‌دهد کائنات تجلی تناوبی از ذات مطلق ناشناخته است، در حالیکه همچنین در ارتباط پیچیده ایی با ایده‌های سانسکریت در زمینه پارابرهمن و مولاپاراکریت می‌باشد. این مبحث این ایده را ارائه می‌کند که اصل مطلق و بی چون چرای یگانه توسط حجابش کاملاً پوشیده می‌شود، مولاپاراکریت، که ذات معنوی برای همیشه به وسیلهٔ ذات مادی تحت پوشش قرار می‌گیرد.
4. چهارمین مبحث ایده شرقی مایا (توهم) است. بلاواتسکی بیان می‌کند که کل کائنات توهم نامیده می‌شود زیرا هر چیزی در آن موقتی است، یعنی آغازی و پایانی دارد و بنابراین نسبت به پایداری ابدی اصل یگانه غیرواقعی است.
5. پنجمین مبحث بر گزاره سوم صحه می‌گذارد، بیان می‌شود که هر چیزی در این کائنات به نسبت شیوه عمل و سطح درک دارای آگاهی است. بواسطه این فلسفه باطنی بیان می‌کند که قوانین کور و ناآگاهانه طبیعی وجود ندارد، که همه داری آگاهی هستند.
6. ششمین مبحث ایدهٔ مرکزی فلسفه تئوسوفی را ارائه می‌دهد که همان‌طور که رد بالا اشاره شد و در زیر نیز خواهد آمد به عنوان قانون تناظر شناخته می‌شود فرض پایه ایی آن که وجود هر چیزی در کائنات از درون به بیرون متجلی می‌شود یا از بالاتر با پایین‌تر عمل می‌کند بنابراین پایین‌تر یا عالم اصغر نسخه ایی از بالاتر عالم اکبر است. همان‌طور که هر انسانی انگیزش درونی از تفکر، احساس و عمل ر ا به عنوان مقدمه ایی بر هر عمل تجربه می‌کند به همین ترتیب مقدمه کائنات تجلی یافته، انگیزه ایی از تفکر، احساس و اراده بهشتی می‌شود. این مبحث سبب گسترش مفهوم رشته‌های تقریباً بی پایانی از سلسله مراتبی از موجودات حساس می‌گردد که خودش موجب ایدهٔ مرکزی بسیاری از تئوسوفیست‌ها می‌شود. قانون تناظرات همچنین مرکزی برای روش‌شناسی بسیاری از تئوسوفیست‌ها می‌گردد چرا که آن‌ها تطابق مشابهی را بین جنبه‌های مختلف واقعیت می‌جویند برای نمونه تطابق بین فصول زمین و فرایند زندگی بشری فردی از طریق تولد، رشد، بلوغ و افول و مرگ.

###### سیستم هفت هفتی
در نگاه تئوسوفیستی همه اشکال اصلی تجلی مجود، از هفت لایه تبعیت می‌کند: فلسفه‌مان به ما یاد می‌دهد که هفت نیروی بنیادی در طبیعت وجود دارد و هفت سطح از وجود، بنابراین هفت حالت از آگاهی در آنچه بشر می‌تواند زندگی کند، فکر کند، به یاد آورد، و وجودش داراست، وجود دارد.

###### هفت سطح کیهانی
کیهان تنها از سطح فیزیکی که با پنج حس می‌تواند درک شود، تشکیل نشده، بلکه ردیف‌هایی از هفت سطح کیهانی وجود، متشکل از فرم‌های لطیف مضاعفی از ماده انرژی، به نسبت دیگر حالات شناخته شده ایی که می‌تواند متجلی گردد می‌باشد. بلاواتسکی سطوحی را براساس این حالات آگاهی توصیف می‌کند. در این سیستم برای مثال سطح مادی و ذهن محسوس (پایین‌تر از سطح ذهنی) به عنوان متفاوت از ذهن معنوی و کلی (سطح ذهنی بالاتر) طبقه‌بندی می‌شود. بعدها تئوسوفیست‌هایی همچون چارلز وبستر لیدبیتر و آنی بیسانت هفت سطح را براساس نوع ماده لطیفی که آن‌ها را تشکیل داده طبقه‌بندی کردند. از آنجا که هم سطوح ذهنی بالاتر و پایین‌تر نوع مشابهی از ماده لطیف را فرض می‌کنند، این دو آن‌ها را به عنوان یک سطح منفرد با دو زیربخش در نظر می‌گیرند. در این نگاه اخیر هفت سطح کیهانی شامل (از معنوی تا مادی):
- آدی (مافوق، سطح بهشتی ایی که توسط موجودات بشری نمی‌تواند بدان رسید)
- آندوپاداکا (احد (نه زاده و نه زائیده شده)، همچنین سطحی بهشتی خانه ایی از جرقه الهی در موجودات بشری، موناد)
- آتمیک (سطح معنوی از خود بالاتر بشری)
- بودهیک (سطح معنوی از شهود، عشق و حکمت)
- ذهنی (با زیربخش‌های بالاتر و پایین‌تر، این سطح بخش معنوی را به شخصی پل می‌زند)
- عاطفی (سطح شخصی که محدوده ایی از خواسته‌های پایین‌تر تا احساسات متعالی را در بر می‌گیرد)
- سطح فیزیکی (سطح شخصی که خود دوباره دو زیر بخش به لحاظ تراکم دارد یکی به وسیلهٔ ۵ حس قابل درک است و دیگری اتریک است که فراسوی حواس قرار دارد)
ذهن قاتل بزرگ حقیقت است. به صورت سایه‌های سیاه به تو نزدیک می‌شوند، و پیش از آنکه حضور این غول‌های سیاه دروغین را دریافته باشی، تاریکی هستی تو را تباه خواهد کرد.

###### هفت اصل و کالبد
همان‌طور که کیهان به بعد فیزیکی محدود نمی‌شود، موجودات بشری نیز ابعاد و کالبدهای لطیف تر دارند. طبیعت هفت هفتی بشر توسط بلاواتسکی در میان دیگر آثار، کلیدی برای تئوسوفی توصیف می‌گردد که به ترتیب نزولی از ذات معنوی خالص بدیهی (که پرتو مطلق نامیده می‌شود) تا کالبد فیزیکی را در بر می‌گیرد.
تعالیم تئوسوفی در مورد سرشت بشر در مورد دو چیز متفاوت، اما مرتبط، صحبت می‌کند، اصول و کالبدها. اصول هفت مؤلفه اصلی از کائنات هستند که از نظر بلاواتسکی عبارتند از:
1. فیزیکال
2. آسترال (که بعدها اتریک نامیده شد)
3. پرانا (یا حیاتی)
4. کاما (روح حیوانی)
5. ماناس (ذهن، یا روح انسانی)
6. بودهی (روح معنوی)
7. آتما (جان، نفس)

تعالیم بلاواتسکی در مورد کالبدهای لطیف کم بودند و خیلی سیستماتیک نبودند. در مقاله ایی او سه کالبد لطیف را برمی‌شمرد:
- لینگا شاریرا The Linga Sharira - همزاد یا کالبد آسترال (اختری)
- مایاوی-روپا Mayavi-rupa - کالبد خیالی
- کالبد علی- وسیله ذهن متعال
لینگا شاریرا همزاد نامرئی از کالبد بشری است، در جای دیگر به عنوان کالبد اتریک یا همزاد فوق طبیعی یک موجود زنده از آن نام برده می‌شود و به عنوان مدلی یا ماتریس (قالبی) از کالبد فیزیکی عمل می‌کند که با این شکل به لحاظ ظاهر و حالت همزادش منطبق است. لینگا شاریرا می‌تواند در فاصله خیلی محدودی از بدن دور شود. وقتی از بدن جدا می‌گردد می‌تواند توسط اشیا تیز مجروح شود. وقتی به پیکره فیزیکی بر می‌گردد این زخم در بدن (همتای) فیزیکی منعکس می‌شود، پدیده ایی که «برگشت» نامیده می‌شود. در هنگام مرگ به همراه کالبد فیزیکی به دور انداخته می‌شود و در نهایت متلاشی یا تجزیه می‌شود.
مایاوی-روپا عملکرد و ماهیتی دوگانه ایی دارد: وسیله ایی هم برای تفکر و هم برای خواسته‌های و تمایلات حیوانی، منقش در یکی و هم‌زمان از پایین‌ترین ماناس (ذهن) و آرزوی این جهانی، عنصر میل می‌باشد.
بخش بالایی این کالبد عناصر معنوی را در طول زندگی گرد می‌آورد و بعد از مرگ به‌طور کاملی در کالبد علی ترکیب می‌کند؛ در حالیکه در بخش پایینی، ظرف عناصر حیوانی، کاما روپا را شکل می‌دهد منبعی از شبح‌ها یا صورت‌های وهمی مرگ.
بنابراین علاوه بر کالبد متراکم فیزیکی کالبدهای لطیف در وجود بشری عبارتند از:
کالبد اتریک (وسیله پرانا)
کالبد آسترال (اختری) یا عاطفه
کالبد روانی (وسیله ذهن پایین‌تر یا عینی تر)
کالبد علی (وسیله ذهن انتزاعی یا متعال تر)
این کالبدها به سوی سطح ذهنی متعال حرکت می‌کنند. دو سرچشمهٔ معنوی بالاتر بودهی و آتما کالبدهایی را به‌طور خاص شکل نمی‌دهند بلکه آن‌ها بیشتر شبیه "پوششی حائل sheaths" هستند.